# Unitat de disc

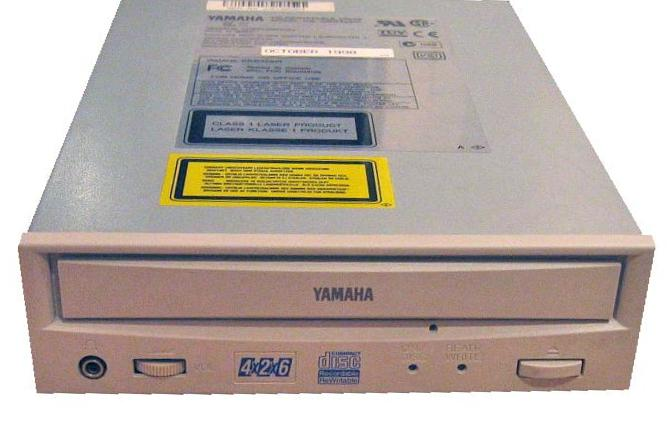
Unitat de disc òptic

En informàtica, el terme unitat de disc es refereix a aquell dispositiu o aparell que realitza les operacions de lectura i/o escriptura dels mitjans o suports d'emmagatzemament amb forma de disc, referint-se a les unitats de disc dur, unitats de discs flexibles (disquets: 5¼", 3½"), unitats de discs òptics (CD, DVD, HD DVD o Blu-ray) o unitats de discs magnetoòptics (discs Zip, discs Jaz, SuperDisk).
Els equips que reprodueixen (llegeixen) o enregistren (escriuen) discs òptics són coneguts com a lectores o gravadores (enregistradores), respectivament.

## Discs no gravables
No tots els discs són gravables:
- Alguns només permeten la lectura com el CD convencional.
- Altres permeten una única escriptura i infinitat de lectures (WORM).
- Altres limiten el nombre de lectures i/o escriptures: CD-R, DVD-R.
- Alguns permeten múltiples escriptures: CD-RW, DVD-RW, etc.

Una unitat de disc compta amb un motor que fa funcionar un sistema de relliscament que fa girar un o diversos discos a una velocitat constant, alhora que un mecanisme de posicionament situa el cap o caps sobre la superfície del disc per permetre-hi la reproducció o gravació del disc. La rotació del disc pot ser constant o aturar-se de forma alternada.
Les unitats de disc poden ser permanents (fixes) o extraïbles. Existeixen diferents formes i mides d'unitats de disc, que van des del disquet, el minidisc, el CD, el DVD i el disc dur. Normalment, les unitats de disc permanent, solen oferir millors prestacions i major capacitat d'emmagatzematge de dades que les extraïbles.
Les unitats de disc es caracteritzen pel fet que són un sistema d'accés aleatori que permeten accedir a qualsevol informació de forma immediata. És un avantatge respecte a les cintes magnètiques digitals, l'accés de les quals és seqüencial. Aquest accés aleatori és permès per la memòria RAM (Random Access Memory, en català: memòria d'accés aleatori).

## Disqueteres

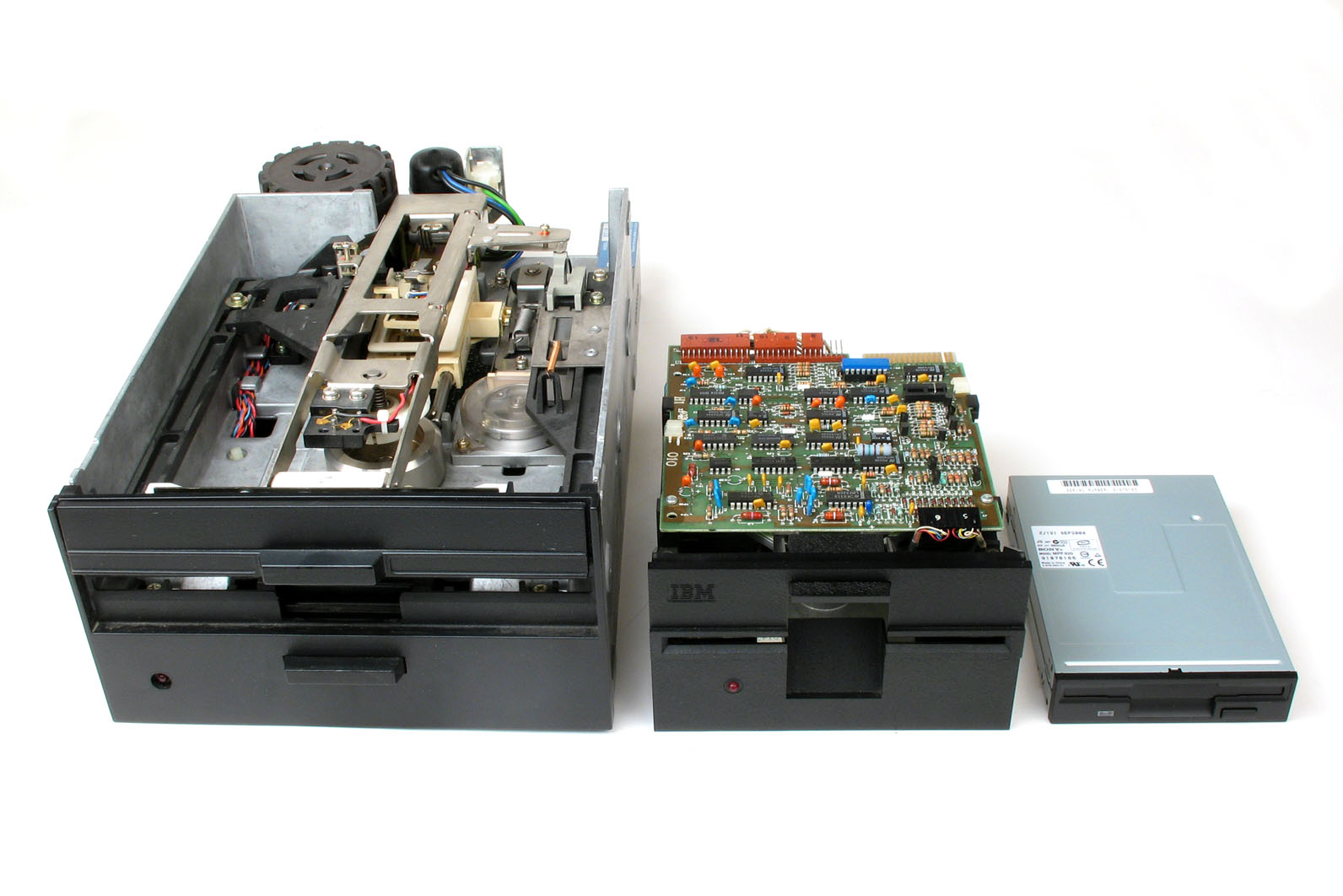
Unitats de disc flexible de 8", 5¼" i 3½".

Les disqueteres són les unitats de lectura i/o escriptura de discs flexibles.
Per regla general, les disqueteres de 5¼ i 3½ les reconeix el sistema operatiu sense problemes, perquè el BIOS (Sistema Bàsic d'Entrada / Sortida) porta incorporades les rutines de maneig (s'accedeixen mitjançant la Int 13h). El BIOS venia configurat de fàbrica perquè primer arrencada amb la unitat A (disquetera).